# 大富溪
大富溪，又名小清水溪，位於台灣東部之縣市管河川，幹流長度3.00公里，流域面積5.83平方公里，分佈於花蓮縣秀林鄉。主流發源於秀林鄉崇德村清水山東南側，向南流至小清水（地名，該地又稱匯源、石硿仔）注入太平洋，與相鄰的石公溪形成之沖積扇出海口，並設有小清水遊憩區及匯德步道（原舊蘇花公路）可欣賞清水斷崖。